# Acanthurus japonicus
Acanthurus japonicus és una espècie de peix pertanyent a la família dels acantúrids.

## Descripció
- Pot arribar a fer 21 cm de llargària màxima.
- 9 espines i 28-31 radis tous a l'aleta dorsal i 26-29 radis tous a l'anal.
- La base de les aletes pectorals és de color groc.[3]

## Hàbitat
És un peix marí, associat als esculls i de clima tropical (24 °C-28 °C) que viu normalment entre 5 i 15 m de fondària.

## Distribució geogràfica
Es troba des de Sulawesi (Indonèsia) fins a les illes Filipines i les illes Ryukyu.

## Observacions
És inofensiu per als humans.